# Blotiella stipitata
Blotiella stipitata là một loài thực vật có mạch trong họ Dennstaedtiaceae. Loài này được (Alston) Faden miêu tả khoa học đầu tiên năm 1974.